# Petőfi Rádió
Petőfi Rádió (MR2) ist einer von sieben staatlichen ungarischen Hörfunksendern, die von der Gesellschaft Duna Média (ehemals Magyar Rádió) betrieben werden.
Das Programm wurde am 4. Juni 2007 relauncht und ist auf Hörer im Alter von 18 bis 39 Jahren ausgerichtet. Sein Namensgeber ist der ungarische Dichter Sándor Petőfi. Die Programmschwerpunkte liegen auf ambitionierter Unterhaltung und Musik, aber auch Sportnachrichten und Live-Berichterstattung von den wichtigsten Sportereignissen. Eine der bekanntesten Sendungen in seiner über 50-jährigen Geschichte war die Radio-Seifenoper Szabó család (deutsch Familie Szabó).
Duna Média betreibt ebenfalls Kossuth Rádió (MR1) und Bartók Rádió (MR3).

## Empfang
Petőfi Rádió sendet in Ungarn von folgenden Standorten und UKW-Frequenzen:
- Budapest 94,8 (MHz)
- Csávoly 89,4
- Debrecen 89,0
- Győr 93,1
- Kab-hegy 93,9
- Kékes 102,7
- Kiskőrös 95,1
- Komádi 96,7
- Miskolc 102,3
- Nagykanizsa 94,3
- Pécs 103,7
- Sopron 99,5
- Szeged 104,6
- Szentes 98,8
- Tokaj 92,7
- Uzd 90,3
- Vasvár 98,2

- Analog: 10.813 horizontal; Tonunterträger 7,74 analog
- Digital: 12.149 vertikal; Radio PID 100
- Satellit: Eutelsat 13° Ost